# V Lacertae
V Lacertae är en pulserande variabel  av Delta Cephei-typ (DCEP) i stjärnbilden Ödlan.
Stjärnan varierar mellan visuell magnitud +8,38 och 9,42 med en period av 4,983458 dygn.